# 気仙沼郵便局
気仙沼郵便局（けせんぬまゆうびんきょく）は宮城県気仙沼市にある郵便局。民営化前の分類では集配普通郵便局であった。

## 概要
住所：〒988-8799 宮城県気仙沼市八日町一丁目2番13号

### 分室
分室はなし。過去に存在した分室は以下のとおり。
- 保険分室 - 1952年（昭和27年）に廃止。

## 沿革
- 1873年（明治6年）5月3日 - 気仙沼郵便役所として開設[1]。
- 1875年（明治8年）1月1日 - 気仙沼郵便局（四等）となる[1]。
- 1876年（明治9年） - 為替取扱を開始[1]。
- 1879年（明治12年） - 貯金取扱を開始[1]。
- 1891年（明治24年）3月21日 - 気仙沼郵便電信局となる[1]。
- 1903年（明治36年）4月1日 - 通信官署官制の施行に伴い気仙沼郵便局となる[1]。
- 1915年（大正4年）3月30日 - 火災で類焼[2]。
- 1949年（昭和24年）6月1日 - 逓信省が郵政省と電気通信省に分割するのに伴って、気仙沼郵便局と気仙沼電報電話局に分割[3]。
- 1952年（昭和27年）2月16日 - 保険分室を廃止[4]。
- 1956年（昭和31年）9月1日 - 電話通話および和文電報受付事務の取扱を開始。
- 1966年（昭和41年）9月 - 局舎新築落成。
- 1992年（平成4年）8月3日 - 外国通貨の両替および旅行小切手の売買に関する業務取扱を開始。
- 2007年（平成19年）
  - 3月5日 - 松岩郵便局、唐桑郵便局、大島郵便局から集配業務を移管[5]。
  - 10月1日 - 民営化に伴い、併設された郵便事業気仙沼支店に一部業務を移管。
- 2012年（平成24年）10月1日 - 日本郵便株式会社の発足に伴い、郵便事業気仙沼支店を気仙沼郵便局に統合。
- 2017年（平成29年）10月1日 - 大谷郵便局から集配業務を移管。

## 取扱内容
- 郵便、印紙、ゆうパック、内容証明
- 貯金、為替、振替、振込、国際送金、国債、投資信託
- 生命保険、バイク自賠責保険、自動車保険
- ゆうちょ銀行ATM
- 気仙沼市内の一部地域（〒988-00xx、01xx、02xx、05xx、06xx、08xx）の集配業務
- ゆうゆう窓口

## 周辺
- 気仙沼市役所

## アクセス
- JR大船渡線 気仙沼駅から徒歩約14分
- JR大船渡線BRT 内湾入口（八日町）駅から徒歩約3分
- ミヤコーバス 気仙沼市役所前停留所下車
- 駐車場あり：8台